# Mahakam
Le Mahakam est le fleuve principal de la province indonésienne de Kalimantan oriental, dans l'Est de l'île de Bornéo.
Il est long de 980 km, dont 523 km sont navigables. Il prend sa source dans le district de Long Apari (kabupaten de Kutai Barat) et s'écoule vers l'est pour se jeter dans le détroit de Makassar près de la ville de Samarinda.
L'association de défense de l'environnement Planète Urgence met en œuvre le projet MADIPAD dans le delta de la Mahakam situé dans la province de Kalimantan Est, une des provinces de la partie indonésienne de l’île de Bornéo. Les 100 000 hectares de mangrove de ce delta, qui constituaient la plus grande forêt de nypa fruticans (palétuvier constituant la mangrove) au monde, ont été pour plus de moitié déboisés au profit de l’aquaculture extensive, engendrant un déséquilibre important du milieu naturel.

## Delta de la Mahakam

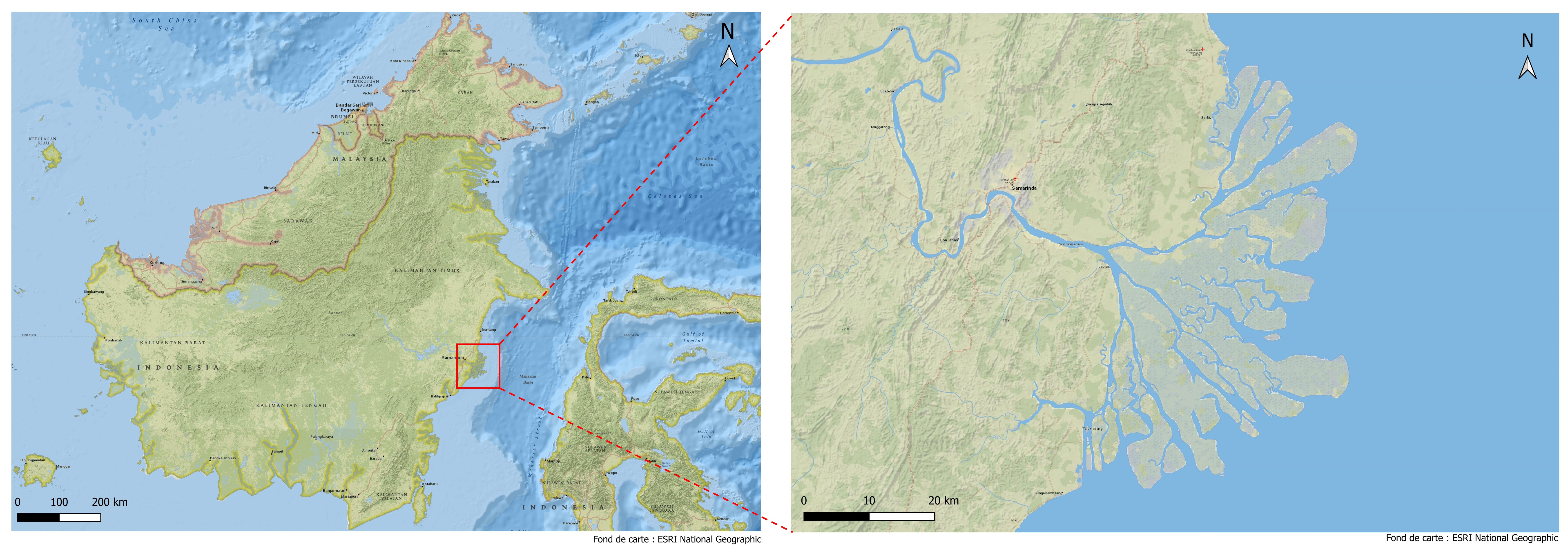
Localisation du delta de la Mahakam, Indonésie

Les mangroves du delta de la Mahakam s'étendent sur la côte est de Kalimantan (Bornéo), en Indonésie, formant une plaine deltaïque d'environ 110 000 hectares. La zone humide, traversée par la rivière Mahakam, joue un rôle crucial dans le captage et la régulation naturelle des eaux de la rivière. Elle se distingue par sa grande valeur écologique, abritant un écosystème unique composé de lacs peu profonds, de marais d'eau douce et de forêts de mangroves. Cet habitat exceptionnel sert également de refuge à de nombreuses espèces rares et menacées, renforçant son importance pour la conservation de la biodiversité.
Avant 1950, le delta de la Mahakam était pratiquement inhabité et les mangroves étaient largement intactes et dominées par le palmier Nypa (Nypa fruticans), constituant plus de 50% de la végétation,. Cependant, depuis les années 1980, la conversion des mangroves en étangs d’aquaculture, notamment pour la production de crevettes tigrées noires (Penaeus monodon), a causé une déforestation massive, réduisant considérablement la couverture de mangroves. L’abattage des palétuviers formant les mangroves et le drainage des sols a conduit à une réduction de 5% des stocks de carbone du sol. Aujourd'hui, le delta de la Mahakam, est considéré comme l'un des points chauds de la biodiversité de l'île de Kalimantan.

### Flore
Le delta de la Mahakam est occupé par une végétation dense composée de diverses espèces de mangroves. "Les mangroves protègent les terres des ondes de tempête et de l'érosion par les courants et les vagues; abritent les organismes aquatiques de la chaleur et des prédateurs; et servent de nurserie, de frayère et d'alimentation aux poissons, crustacés et mollusques".
Les zones du delta se différencient par leur type de végétation selon l’influence de l’eau douce ou salée:
- Zone apicale: entièrement influencée par l’eau douce du fleuve, elle est dominée par une végétation de forêt tropicale humide.
- Zone médiane distributive: abritant des mangroves d’eau douce, cette zone est principalement peuplée par l’espèce Heritiera littoralis.
- Zone de l’embouchure: influencée par l’eau salée, elle est dominée par les mangroves du genre Avicennia.
- Zone centrale du delta: principalement couverte par des peuplements de Nypa fruticans, mélangés à d’autres espèces comme Rhizophora et Bruguiera.

En fonction de la végétation, le delta est subdivisé en plusieurs zones distinctes:
1. Zone pédada: proche du front du delta, caractérisée par Sonneratia alba et Avicennia., avec une densité de végétation atteignant 100 à 150 mètres.
2. Zone bakau: située le long des chenaux du delta inférieur et sur des îles comme Tunu et Selete, dominée par les Rhizophora.
3. Zone de transition: abritant une végétation mixte composée de Avicennia, Sonneratia caseolaris, Rhizophora, Bruguiera, Xylocarpus granatum, et Nypa fruticans.
4. Zone nibung: située dans les parties supérieures du delta, caractérisée par des mangroves d’eau douce comme Oncosperma, Heritiera littoralis, Bruguiera sexangula, et Excoecaria agallocha.
5. Zone nypa: couvrant le centre du delta, fortement influencée par l’eau douce, et dominée par Nypa fruticans.Nypa fruticans dans le delta de la Mahakam, Indonésie

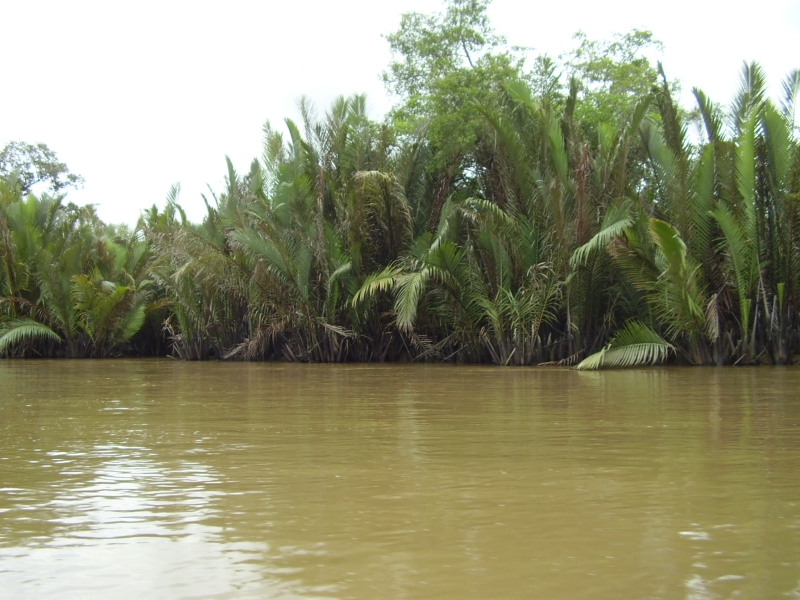
Nypa fruticans dans le delta de la Mahakam, Indonésie

Le palmier nipa (Nypa fruticans) est une espèce très utile pour les populations locales. Dans de nombreux villages, les feuilles mûres de nipa sont utilisées pour les murs, les paniers, les sacs ou encore les chapeaux et les jeunes feuilles sont utilisées comme emballages de cigarettes et de nourriture.

### Faune

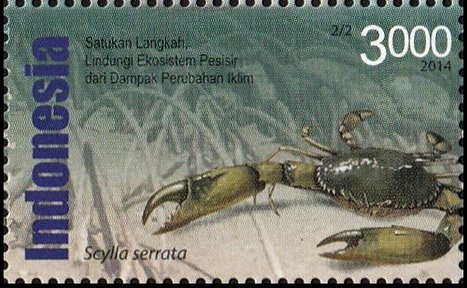
Crabe de mangrove (Scylla)

Le delta de la Mahakam est un habitat pour une faune variée, incluant des oiseaux, singes, crocodiles, serpents, et d’autres espèces. Les eaux du delta sont également une zone de pêche productive, où des espèces commerciales telles que le poisson-lait (Chanos chanos), les mérous (Epinephelus), les crevettes tigrées (Penaeus monodon), les crevettes blanches, et les crabes de mangrove (Scylla) sont pêchées à l’aide de filets maillants, chaluts, lignes longues, et nasses.

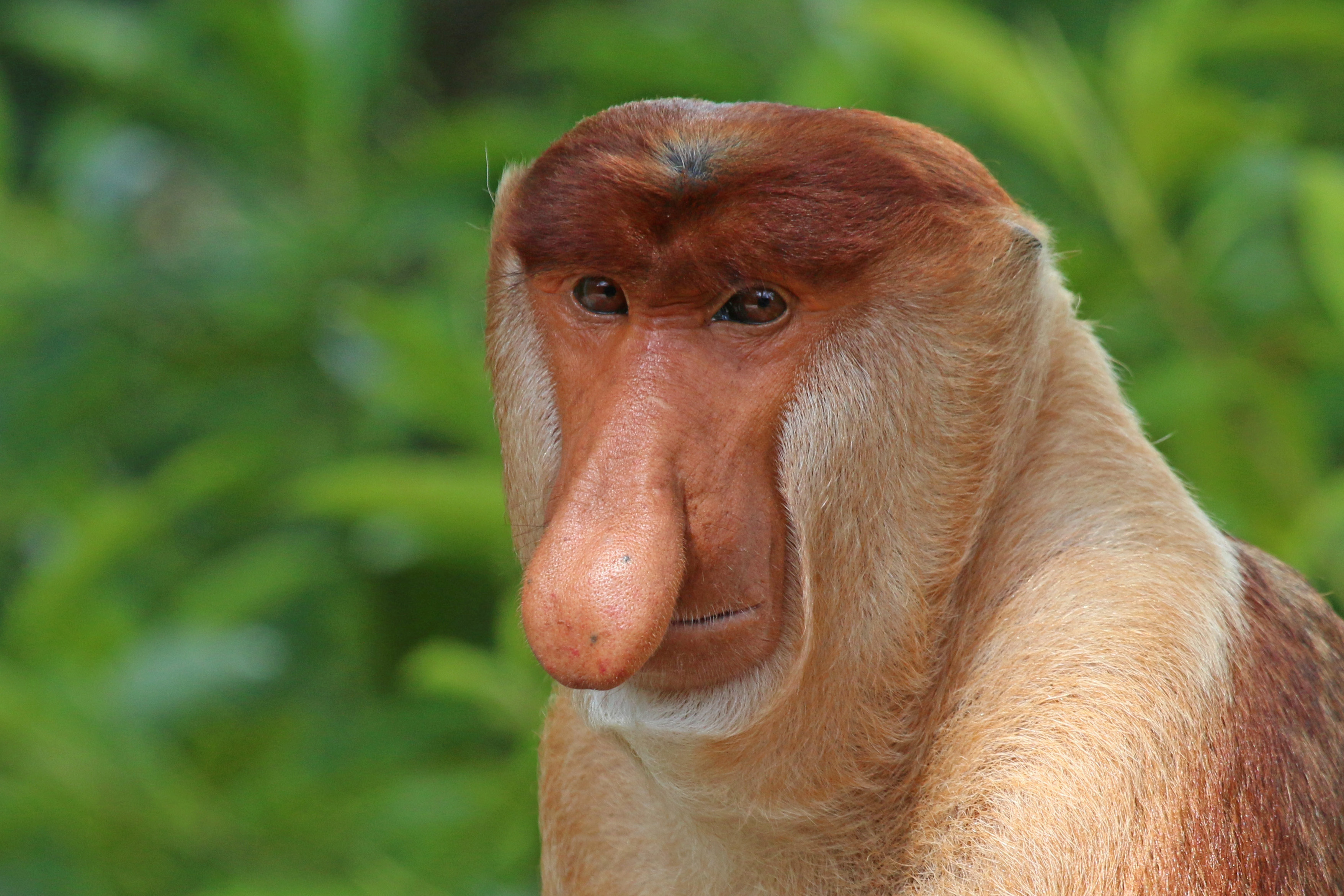
Nasique (Nasalis larvatus)

Le nasique (Nasalis larvatus) est une espèce endémique de l'île de Bornéo qui vit principalement dans les forêts littorales de mangroves, ou le long des fleuves et des rivières. Ce primate en voie de disparition est touché par la perte d'habitat due aux incendies, à l'exploitation forestière, à l'élevage de crevettes et à la remise en valeur des marais. Il est classé en Annexe I de la CITES (Convention sur le commerce international des espèces de faune et de flore sauvages menacées d'extinction) et a été répertorié comme espèce en voie de disparition par l'UICN en 2015.

### Menaces et conséquences

#### Aquaculture et étangs à crevettes
À partir des années 1970, les crevettes, auparavant peu valorisées par les pêcheurs locaux et souvent transformées en ebi (crevettes séchées et salées), ont gagné en importance économique grâce à l'installation de deux infrastructures de réfrigération, qui ont permis la modernisation des bateaux et des équipements. Cependant, en 1980, le gouvernement indonésien a interdit l'usage des chaluts, ce qui a conduit au développement d’étangs pour l’élevage de crevettes, en remplacement des pertes de production et pour répondre à la demande internationale croissante. L’expansion des étangs s’est accélérée grâce à l’utilisation d’excavateurs à partir de 1989, puis davantage après la crise monétaire de 1997. Cette production florissante a fait du delta de la Mahakam une région prospère, mais les pressions sur l’écosystème, comme la déforestation des mangroves et l’érosion, ont engendré des préoccupations. En 20 ans, jusqu'à 70% des mangroves du delta de la Mahakam ont été converties en étangs à crevettes, entraînant la destruction de vastes habitats essentiels pour les poissons,.

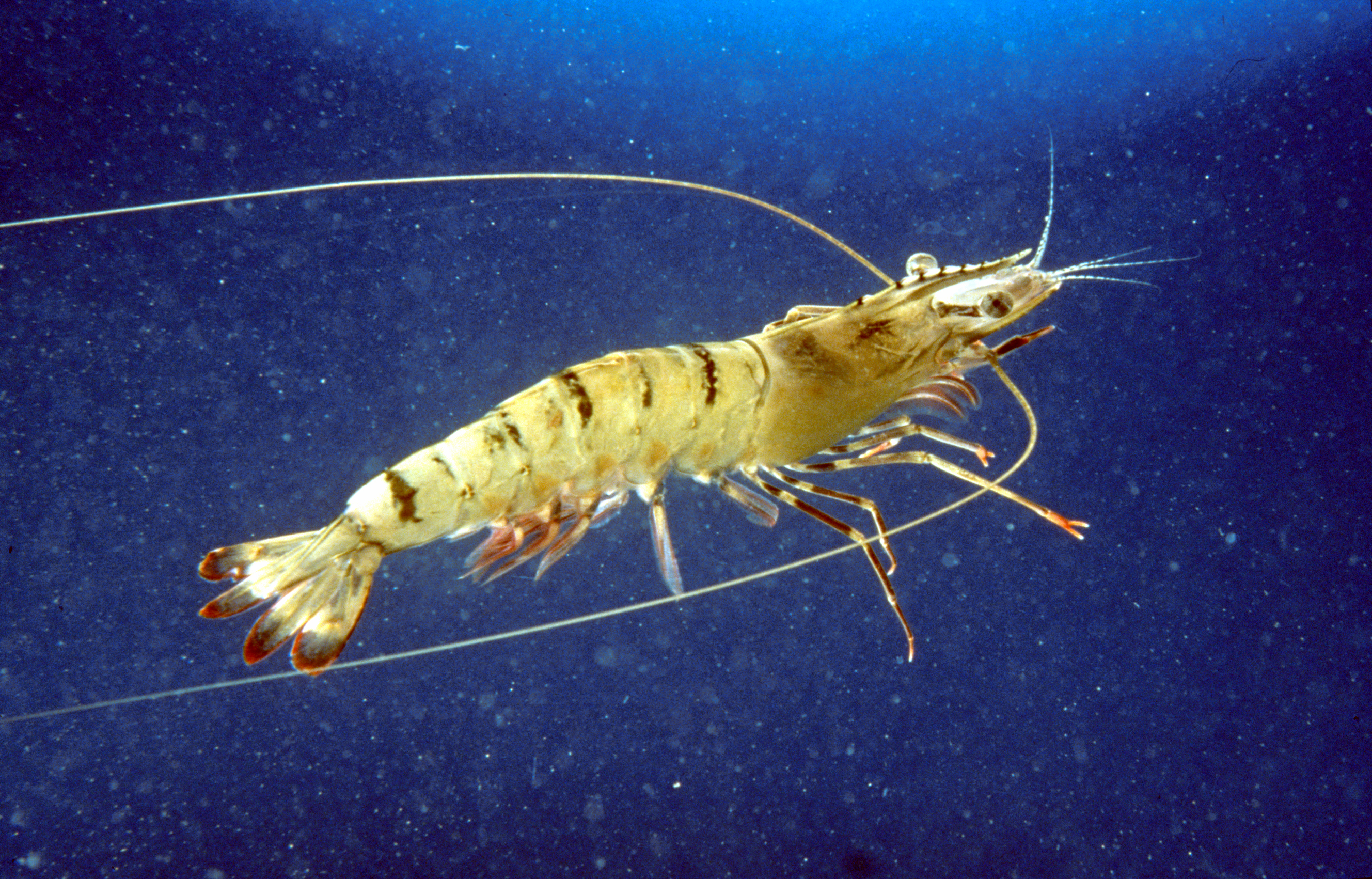
Crevette tigrée (Penaeus monodon)

Les étangs à crevettes du delta de la Mahakam se distinguent par leur production majeure de crevettes tigrées noires (Penaeus monodon), une espèce très appréciée sur les marchés internationaux. Ces crevettes, réputées pour leur qualité et leur grande taille, sont exportées vers des destinations clés comme le Japon, la Chine, les États-Unis et plusieurs pays européens, où elles répondent à une forte demande. En parallèle de cette production principale, les exploitants des étangs diversifient leur offre en élevant d'autres espèces telles que les crevettes tachetées (Metapenaeus brevirostris), qui présentent une valeur économique significative, et les crevettes blanches (Litopenaeus vannamei), une espèce populaire en aquaculture en raison de sa croissance rapide et de sa tolérance à différentes conditions d'élevage,.
Au cours de la première année après l'ouverture, un étang géré de manière extensive produit entre 100 et 300 kg de crevettes ha −1  an −1 , mais la un déclin est observé après 3 à 5 ans à cause de l’acidification des sols de mangroves. Cette diminution de la qualité de l’eau stresse les crevettes et entraine des maladies telles que le syndrome des taches blanches de la crevette et la maladie des branchies rouges.
De plus, la destruction des mangroves, qui affecte les frayères et les habitats naturels, est une préoccupation majeure. Les éleveurs d'étangs craignent les brèches dans les digues, susceptibles de détruire leurs récoltes, un problème aggravé par l'absence de moyens financiers pour les réparations. Près de 40% des étangs sont gérés par des propriétaires absents, laissant l'exploitation aux gardiens sous des contrats souvent inéquitables.

#### Incendies
Entre 1997 et 1998, les incendies de forêts et de terres ont gravement affecté les écosystèmes du Kalimantan. Ces incendies, qui se sont étendus sur une période de huit mois, ont touché entre 72 et 85% des forêts marécageuses, causant des dégâts écologiques majeurs, notamment une baisse de la qualité de l'eau,. Ces perturbations sont attribuées en grande partie à des activités humaines, notamment les développements de plantations soutenus par le gouvernement, la création d'infrastructures pour des projets de transmigration, et l'utilisation du feu par les communautés locales pour l'agriculture et la pêche,.

#### Activités agricoles
Les plantations de palmiers à huile pour la production fruitière sur des sols tourbeux récupérés ont considérablement augmenté la pollution dans les zones humides du Moyen Mahakam. Ces activités agricoles utilisent des quantités massives d'engrais et de pesticides, contribuant à l'eutrophisation et à la pollution des cours d'eau par le ruissellement et les inondations périodiques. Ces contaminants affectent non seulement la sédimentation et la végétation mais perturbent aussi les habitats aquatiques, en particulier ceux des poissons,.

#### Extraction du charbon
L'extraction de charbon, une autre activité industrielle majeure, représente une menace pour les écosystèmes aquatiques. Les résidus miniers, notamment les débris acides, sont souvent entraînés dans les lacs et les rivières lors d'inondations ou de fortes pluies, augmentant la concentration de produits chimiques soufrés dans l'eau. Ces rejets peuvent avoir des répercussions graves sur la faune aquatique et la santé humaine.

#### Dégradation de la qualité de l’eau
Les habitants des zones humides du Moyen Mahakam constatent des changements significatifs dans leur environnement local, en particulier en ce qui concerne la qualité de l’eau, un facteur crucial pour leurs activités économiques et leur mode de vie. La dégradation de la qualité de l’eau, influencée par des paramètres chimiques et physiques, a des répercussions directes sur les écosystèmes aquatiques. Cette qualité de l'eau, intrinsèquement liée aux variations climatiques, détermine la disponibilité et la viabilité des habitats pour les espèces aquatiques, notamment les poissons, qui constituent une ressource essentielle pour la pêche locale.
Les fluctuations de la qualité de l’eau, influencent également la capacité des poissons à se reproduire. Cela pourrait compromettre à long terme les stocks halieutiques et, par conséquent, la durabilité des moyens de subsistance des communautés.

#### Montée du niveau de la mer et changement climatique
La montée du niveau de la mer, une conséquence directe du changement climatique, affecte gravement le delta de la Mahakam. Depuis les années 2000, ce phénomène aggrave les conditions de vie des habitants, entraînant des dommages significatifs aux infrastructures locales, notamment les habitations et les étangs à crevettes. Les étangs sont affectés par l'abrasion de l’eau de mer et des marées de plus en plus hautes et imprévisibles.
L'infiltration de l'eau salée dans les terres a conduit à une perte d'habitabilité et de productivité : plusieurs villageois ont dû abandonner leurs foyers en raison de ces dégâts environnementaux. La dégradation des terres et la baisse des revenus, notamment dans le secteur de la pêche, ont poussé de nombreuses entreprises locales à la faillite.
Face à ce stress économique et environnemental, les populations affectées se voient souvent contraintes de migrer du Delta Mahakam. Cependant, certains décident de se sédentariser et de s’adapter aux impacts du changement climatique.

### Importance des mangroves pour les communautés locales
Les mangroves du delta de la Mahakam jouent un rôle essentiel dans le maintien des moyens de subsistance des communautés locales. Elles fournissent non seulement des ressources halieutiques, mais aussi des matériaux divers tels que le bois pour le chauffage, le bois d’œuvre, et des matières premières pour la construction d’habitations et d’équipements de pêche. Environ 40% des revenus des ménages sont directement liés à ces écosystèmes, une proportion qui peut atteindre 80% si l’on inclut les activités d’aquaculture. Ces dernières comprennent notamment l’élevage en étangs, la récolte de crevettes, de crabes et de leurs larves, qui sont essentiels pour la pêche locale.
Par ailleurs, les mangroves fournissent des ressources cruciales pour la fabrication de pièges à poissons et à crabes, ainsi que pour les toits des maisons et des cabanes. Les femmes y jouent un rôle actif, contribuant aux activités comme la construction d’équipements de pêche, le séchage, le salage des poissons et l’épluchage des crevettes, renforçant ainsi la résilience économique des ménages locaux (tableau 1). Ces écosystèmes sont donc indispensables, à la fois pour les activités traditionnelles de subsistance et pour le développement d'une économie durable liée à l'aquaculture.
| Activités de subsistance | Membres masculins et féminins impliqués dans l'activité des ménages (%) | Membres masculins et féminins impliqués dans l'activité des ménages (%) | Contribution relative aux activités de subsistance (%) | Contribution relative aux activités de subsistance (%) | Contribution relative aux activités de subsistance (%) |
| Activités de subsistance | ♂                                                                       | ♀                                                                       | Salo-Palai                                             | Saliki-Joppang                                         | Saliki-Taddutan                                        |
| --- | ----------------------------------------------------------------------- | ----------------------------------------------------------------------- | ------------------------------------------------------ | ------------------------------------------------------ | ------------------------------------------------------ |
| Pêche | 100                                                                     | 0                                                                       | 14                                                     | 21                                                     | 6                                                      |
| Fabriquer des pièges et des couvertures de toit | 100                                                                     | 75                                                                      | 1                                                      | 1                                                      | 5                                                      |
| Préparer du poisson salé séché | 42                                                                      | 83                                                                      | 7                                                      | 1                                                      | 6                                                      |
| Éleveur d'étangs | 100                                                                     | 45                                                                      | 36                                                     | 29                                                     | 57                                                     |
| Gardien d'étang | 100                                                                     | 25                                                                      |                                                        | 13                                                     | 3                                                      |
| Travailleur d'étang hors ferme | 100                                                                     | 70                                                                      | 9                                                      | 1                                                      | 2                                                      |
| Ramasser du poisson pour le marché | 100                                                                     | 30                                                                      | 5                                                      | 6                                                      | 6                                                      |
| Attraper le crabe de boue | 100                                                                     | 24                                                                      | 7                                                      | 11                                                     | 14                                                     |
| Cuisiner (et vendre) des biscuits | 0                                                                       | 100                                                                     | 8                                                      | 2                                                      | 0                                                      |
| Cultures et élevage | 83                                                                      | 50                                                                      | 5                                                      | 5                                                      | 0                                                      |
| Non agricole b | 86                                                                      | 30                                                                      | 9                                                      | 10                                                     | 2                                                      |
| b Fabrication de bateaux, travail salarié, location et commerce pour Salo-Palai et Joppang; collecte de bois de chauffage pour Taddutan Source: (Bosma, R. et al., 2012) |                                                                         |                                                                         |                                                        |                                                        |                                                        |

### Restauration et conservation des mangroves

#### La sylvopêche
Le système d'élevage intégré de crevettes en mangrove, ou sylvopêche (localement appelé wanamina), est une stratégie promue par le gouvernement indonésien pour concilier les impératifs économiques des communautés côtières et la conservation des écosystèmes de mangroves. Ce modèle combine l'aquaculture en eau saumâtre avec la préservation des mangroves, offrant une alternative durable au développement conventionnel des étangs à crevettes, souvent destructeur pour ces écosystèmes vitaux.
Adopté dans le delta de la Mahakam pour contrer la perte massive de mangroves et garantir les moyens de subsistance des agriculteurs locaux, ce système intègre des pratiques de gestion durable dans la restauration des mangroves. Il contribue ainsi au développement durable tout en réduisant les conflits entre les activités économiques et la conservation environnementale.
Deux configurations principales de sylvopêche sont observées: (1) la conservation des mangroves à l'intérieur des étangs et autour des digues, et (2) leur maintien à l'extérieur des étangs. Ces pratiques ont démontré un impact significatif sur la préservation des mangroves et l'amélioration des revenus des agriculteurs. Les agriculteurs adeptes de la sylvopêche enregistrent en effet des revenus supérieurs à ceux utilisant des méthodes d’aquaculture extensive.
Cependant, malgré ces bénéfices, l’adoption de la sylvopêche reste limitée dans le delta de la Mahakam. Les principaux obstacles incluent un manque d'éducation, l'attachement aux systèmes traditionnels d’aquaculture extensive et des doutes quant à l'efficacité économique du nouveau modèle. Ces défis soulignent la nécessité d'une sensibilisation accrue et d'un soutien technique pour favoriser une adoption plus large de cette méthode prometteuse.

#### Le projet Mahakam
Le projet Mahakam est une initiative de restauration des mangroves dans le delta de Mahakam. Le projet, mené par l'association de solidarité internationale Planète Urgence, vise à restaurer l’écosystème de mangroves tout en renforçant la résilience des communautés locales face aux effets du changement climatique. L’objectif principal du projet est de réhabiliter durablement les mangroves, essentielles à la biodiversité locale, tout en contribuant à la protection de l’environnement. Il s’agit également de réduire la vulnérabilité des populations locales à l’érosion et aux catastrophes naturelles, tout en favorisant la séquestration du carbone et la régénération des ressources naturelles.
Une composante clé du projet est la promotion de l’implication des femmes dans la gestion des ressources naturelles. Le projet propose des formations professionnelles, encourage la participation des femmes à la prise de décision et leur offre des opportunités d'engagement dans les institutions locales de gouvernance. Cette approche contribue à améliorer la vie sociale et économique des communautés locales, tout en renforçant leur rôle dans la préservation de l'environnement.
Depuis son lancement, le projet a permis de planter plus de 1 242 344 arbres et a profité à plus de 4 000 personnes. De plus, il contribue à la sensibilisation des populations locales à l’importance des mangroves et à la conservation de la biodiversité, tout en créant des moyens de subsistance durables grâce à des pratiques agricoles et de pêche responsables. Le projet Mahakam fait partie d’un effort plus large pour restaurer les mangroves dans la région, notamment dans la baie d'Andang, qui est un habitat vital pour des espèces menacées, telles que le nasique (Nasalis larvatus).